# Brzezówka (powiat rzeszowski)
Brzezówka – wieś w Polsce położona w województwie podkarpackim, w powiecie rzeszowskim, w gminie Hyżne.
| SIMC    | Nazwa | Rodzaj    |
| ------- | ----- | --------- |
| 0650956 | Budy  | część wsi |
| 0650962 | Dół   | część wsi |
| 0650979 | Dział | część wsi |
| 0650985 | Góra  | część wsi |

Przez miejscowość przebiega droga wojewódzka nr 878.
W latach 1975–1998 miejscowość należała administracyjnie do województwa rzeszowskiego.

## Historia
Pierwsza wzmianka o wsi pochodzi z 1429 roku. Była wsią na prawie niemieckim, należącą do dóbr Tyczyńskich, później krótko do Dynowskich, następnie z powrotem powróciła do Tyczyńskich. Jej właścicielami byli początkowo Pileccy, następnie Działyńscy i Braniccy, później Szymanowscy.
Pod koniec XIX w. w Brzezówce istniały dwa folwarki. Od początku istnienia należy do parafii rzymskokatolickiej w Borku Starym.